# 小行星5797
小行星5797（英語：5797 Bivoj）是一颗围绕太阳公转的小行星。1980年1月13日，安東寧·姆爾科斯在克列特发现了此天体。
这颗小行星的绝对星等为168.4167349127746等。